# Маргарита Лейонгувуд
Маргарита Лейонгувуд (1 січня 1516 — 26 серпня 1551) — королева-консорт Швеції з 1536 по 1551 рік, друга дружина короля Швеції Густава I.

## Біографія

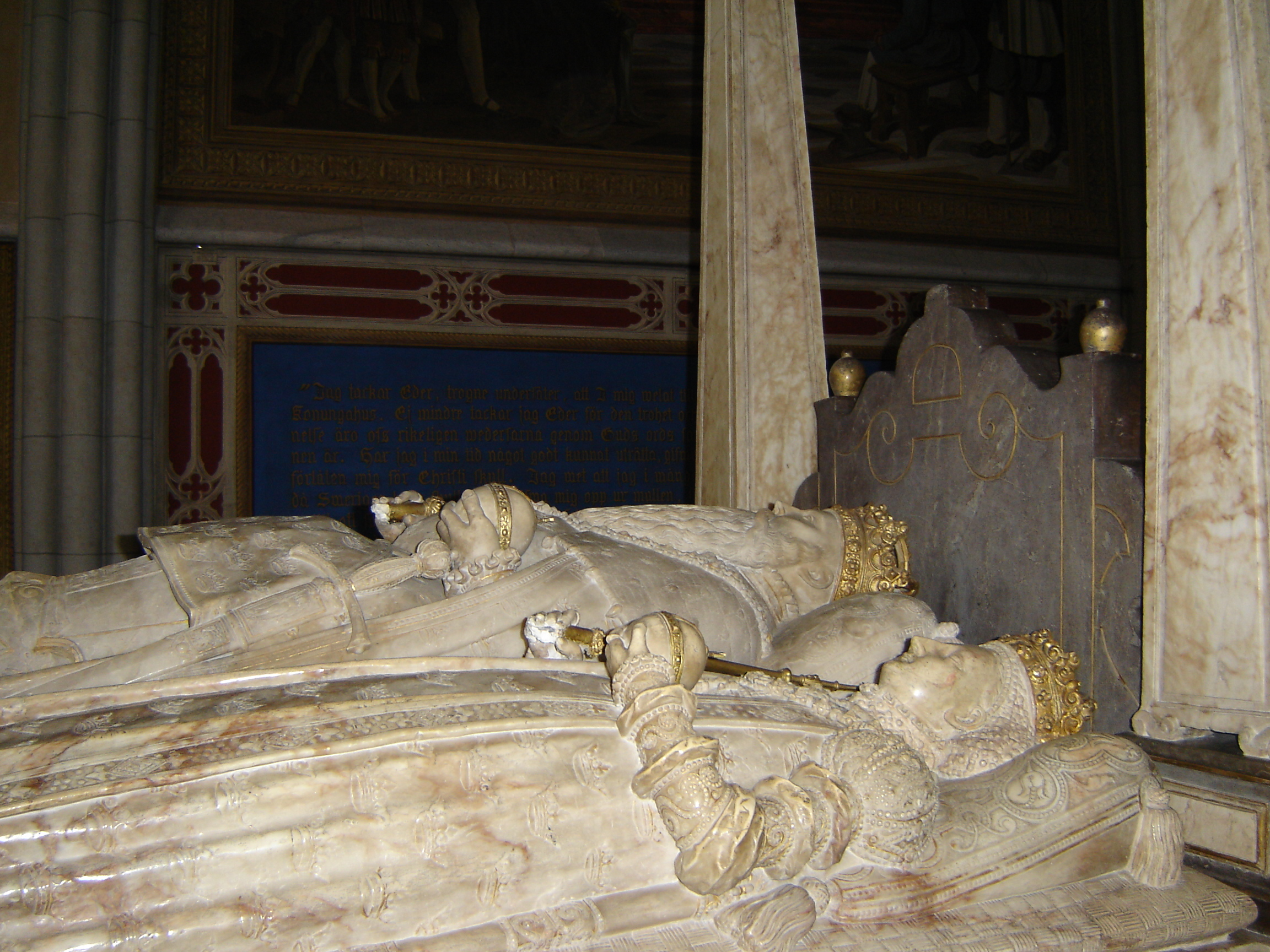
Надгробки Маргарити, Густава і його першої дружини Катерини (на віддалі) в Кафедральному соборі Уппсали.

Маргарита Лейонгувуд належала до однієї з найвпливовіших і знатних родин Швеції. Вона була дочкою Еріка Абрагамссона Лейонгувуда, страченого в кривавій лазні Стокгольму, і Ебби Еріксдоттер Вази, родички короля. 

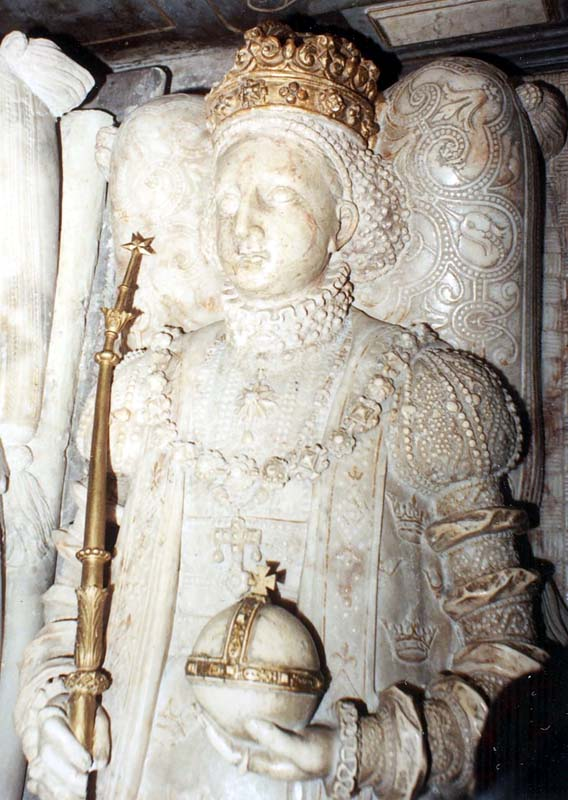
Еффігія королеви Маргарити Лейонгувуд.

### Шлюб
Вона була заручена зі Сванте Нільсоном, коли король вирішив одружитися з нею після смерті своєї першої дружини Катерини Саксен-Лауенбурзької. Її сім'я розірвала заручини заради шлюбу дочки з королем; її наречений одружився з її сестрою Марті Лейонгувуд. 
В історії збереглися обставини заручин її сестри зі Сванте. Король побачив свою молоду королеву і її колишнього нареченого Сванте Нільсона разом наодинці, причому чоловік стояв на колінах перед королевою. Король в люті запитав: «Що тут відбувається?!», на що королева Маргарита швидко відповіла: «Мій лорд Стуре просить у мене руки моєї сестри!», на що король швидко відповів: «Дозволяю!», таким чином, Сванте Нільсон спішно одружився з сестрою королеви Марті Лейонгувуд. По всій видимості королева Маргарита і Сванте Нільсон більше ніколи не робили нічого, що можна було б вважати неналежним. 
У перші роки їхнього шлюбу мати Маргарити, Ебба, грала домінуючу роль в королівському дворі, що навіть король не наважився протистояти свекрусі; однак її вплив не поширювався на політику. 
Маргарита Лейонгувуд народила 10 дітей: п'ятеро синів і п'ятеро дочок. Двоє синів померли в дитинстві, а ще двоє стали королями Швеції. 

### Королева Швеції
Маргарита описувалася розумною і красивою жінкою. Шлюб вважався щасливим, і немає свідчень, що король був їй невірний. Королеві Маргариті приписують значний вплив на монарха. Її вплив був належним для королеви-консорта - вона говорила з королем від імені інших людей. Вона була дуже активна в цьому відношенні і часто успішна, що визнав сам Густав, коли скоротив термін ув'язнення на її прохання. Однак вона не використовувала свій вплив для досягнення будь-яких особистих цілей і не чинила на нього тиску більше, ніж це традиційно дозволялося для жінки її положення. Її поведінка контрастувала з поведінкою королеви Гунілли Юханссдоттер, яка втручалася в політику. Маргарита не вважалася політично активною. 
Маргарита мала здатність контролювати темперамент монарха і діяла на нього заспокійливо. Їй вдавалося пом'якшувати покарання, що призначав чоловік, радила йому проявити милосердя і поблажливість — все це зробило її популярною в народі. Вона робила пожертви абатству Вадстена, наслідуючи приклад матері, яка була благодійниця Вретського абатства. Маргарита часто користувалася послугами знахарки, селянської дружини Бригіти Андерсдоттер, яку високо цінувала за її вміння. Вона часто її наймала для догляду за своєю сестрою Мартою та їхніми дітьми. Королева Маргарита присвятила своє життя домашнім обов'язкам і сімейному життю. Вона залишалася католичкою все своє життя, і їй було боляче робити одяг і штори з тканин, які король конфіскував у католицьких монастирів. 
Монарх довіряв Маргариті. Він доручав їй наглядати за губернаторами королівських маєтків, судовими приставами або феодалами, щоб запобігти зловживання владою, яке могло привести до політичних хвилювань. У 1543 році він попросив її надіслати шпигунів в Седерманланд, щоб з'ясувати, чи правдиві чутки про повстання, що там планувалося. На початку 1540-х років він доручив губернаторам королівських замків зберігати їх для неї від її імені, поки його син не досягне повноліття; це була обережність на випадок, якщо він помре, поки його спадкоємець був ще дитиною. У своєму наказі про спадкування 1544 року він заявив, що якщо він помре, коли його наступник буде ще неповнолітнім, Маргарита повинна стати регентом і правити разом з радою, що складається з дворян. 

### Смерть
Постійні вагітності Маргарити підірвали її здоров'я. В серпні 1551 року вона і її діти здійснили прогулянку на човні по Меларену між Гріпсгольмом и Вестеросом, а після повернення до замку вона захворіла на пневмонію. Згідно з літописем Егідія Гірса, Маргарита на смертному ложі подякувала чоловіку за те, що він зробив її королевою, пошкодувала, що була цього не варта, і попросила дітей не сваритися. Коли вона померла, король гірко її оплакував. Вважається, що після її смерті сталося сонячне затемнення.

## Родина
Чоловік —  Густав I Ваза
Діти:
- Юган III (1537-1592) — герцог Фінляндії, король Швеції (1567-1592)
- Катаріна (1539-1610) — дружина Едцарда II, графа Східної Фрісландії
- Сесілія (1540-1627) — дружина Крістофа II, маркграфа Баден-Родемагерна
- Магнус (1542-1595) — герцог Вестанстона (західна частина Естергетланду) і граф Даль (Дальсланд), психічно хворий
- Карл (1 544)
- Анна (1545-1610) — дружина Георга Йоганна I, графа фон Фельденц
- Стен (1546-1547)
- Софія (1547-1611) — дружина Магнуса II, герцога Саксен-Лауенбурга, який був племінником Катерини Саксен-Лауенбургської
- Єлизавета (1549-1597) — дружина Крістофа, герцога Мекленбурзького
- Карл IX (1550-1611) — герцог Седерманланду, Нерке, Вермланда і північного Вестерйотланду, регент Швеції (1599-1604), король Швеції (1604-1611)